# Grenadaduva
Grenadaduva (Leptotila wellsi) är en utrotningshotad duva som enbart förekommer på en enda ö i Västindien.

## Utseende
Grenadaduvan är en medelstor tvåfärgad knubbig duva med en kroppslängd på 31 centimeter. Ovansidan är brun med vit panna och vita bröstfjädrar som sträcker sig runt axeln. Undersidan är vit med brunrosa bröst, vingarna är enhetligt mörka, stjärten vitspetsad och ögat blekt. Både ben, fötter och ett bart område runt ögat är rosaaktiga. I flykten syns att undersidan av vingen är kanelfärgad. Lätet är ett sorgsamt fallande hoooo som upprepas var sjunde eller åttonde sekund.

## Utbredning och status
Grenadaduvan förekommer enbart i torra buskmarker i södra Grenada (södra Små Antillerna). Populationen uppskattas till endast 160 individer. Den minskar dessutom i antal till följd av habitatförlust och fragmentering, i sin tur orsakat av orkaner, eldsvådor, predation från invasiva arter och avverkning till förmån för turism, bostäder, industri och vägbyggen. Internationella naturvårdsunionen IUCN kategoriserar den därför som akut hotad. Sedan 2008 finns en plan för att akut stoppa den negativa trenden och istället genom skydd och återställande av dess levnadsmiljö öka beståndet i fyra delpopulationer.

## Namn
Fågelns vetenskapliga artnamn hedrar John Grant Wells, samlare av specimen boende på Grenada 1886-1902.

## I kulturen
Grenadaduvan är Grenadas nationalfågel.